# 山本龍 (バレーボール)
山本 龍（やまもと りゅう、2000年9月23日 - ）は、日本の男子バレーボール選手である。

## 来歴
滋賀県大津市出身。兄弟の影響で6歳からバレーボールを始める。
2016年、洛南高等学校に進学。2年時の2018年1月、全日本高等学校選手権大会（春高バレー）で準優勝。3年時の2019年1月には春高で優勝を果たし、優秀選手賞を受賞した。
2019年4月、東海大学に進学。2022年の4年時には主将を務め、春季関東リーグの制覇に貢献し、最優秀選手賞とセッター賞を受賞した。また、東日本大学選手権大会（東日本インカレ）でも優勝を果たし2冠を達成。同年、V.LEAGUE DIVISION1 MEN（V1男子）に所属するサントリーサンバーズの内定選手となった。その後の全日本大学選手権大会（全日本インカレ）では3冠は逃したものの準優勝を果たした。Vリーグでは、内定選手としてV1男子の試合に出場し、Vリーグデビューを果たした。
2023年、大学卒業後に、サントリーサンバーズに入団した。同年、日本代表登録メンバーに選出された。
同年の第71回黒鷲大会では大宅真樹に代わりスタメンセッターを任され、チームの準優勝に貢献し、若鷲賞（最優秀新人賞）を受賞した。「コートの中では新人などは関係ない」と振る舞う気丈さも見せ、決勝での敗戦については「いい経験になった。この悔しさを忘れず次に生かしたい」と語った。山村宏太監督は「世界一のセッターになりたいという志の高さは、間違いなくチームに新しい風を吹き込んでくれている」と評した。
2022-23シーズン終了をもって、新人でありながらサントリーを退団し、ルーマニアのCSディナモ・ブカレストに移籍した。
2023年、FISUワールドユニバーシティゲームズ（2021成都）のユニバーシアード日本代表に選出された。
2024年4月10日、ギリシャのアオンズ・ミロンとの2024-2025シーズンの契約が発表された。
2025年4月、イタリタ・セリエA2のプリズマ・ターラント・バレー入団が発表された。

## 球歴
- 日本代表（2023年、2025年）
- ユニバーシアード日本代表 - 2023年

## 所属チーム
- 洛南高等学校（2016-2019年）
- 東海大学（2019-2023年）
- サントリーサンバーズ（2023年）
- CSディナモ・ブカレスト (ro) （2023-2024年）
- アオンズ・ミロン（英語版）（2024-2025年）
- プリズマ・ターラント・バレー（イタリア語版）（2025年-）

## 受賞歴
- 2019年 - 全日本高等学校選手権大会 優秀選手賞
- 2022年 - 関東大学リーグ（春季） 最優秀選手賞、セッター賞
- 2023年 - 第71回黒鷲旗全日本選抜大会 若鷲賞